# Hypnodontopsis spathulata
Hypnodontopsis spathulata là một loài rêu trong họ Rhachitheciaceae. Loài này được H. Akiy. & A. Tanaka mô tả khoa học đầu tiên năm 2002.